# Naučná stezka Dymník
Naučná stezka Dymník byla vytvořena v říjnu 2010 mezi Rumburkem a kopcem s rozhlednou Dymník v děčínském okrese. Je dlouhá 4 km, fyzicky nenáročná, vyznačena a určena pro pěší turisty. 

## Historie
Naučnou stezku nechal vytvořit státní podnik Lesy ČR v říjnu roku 2010 ze svého Programu 2000 na podporu veřejně prospěšné funkce lesů. Náklady byly téměř 950 tisíc korun.

## Popis trasy

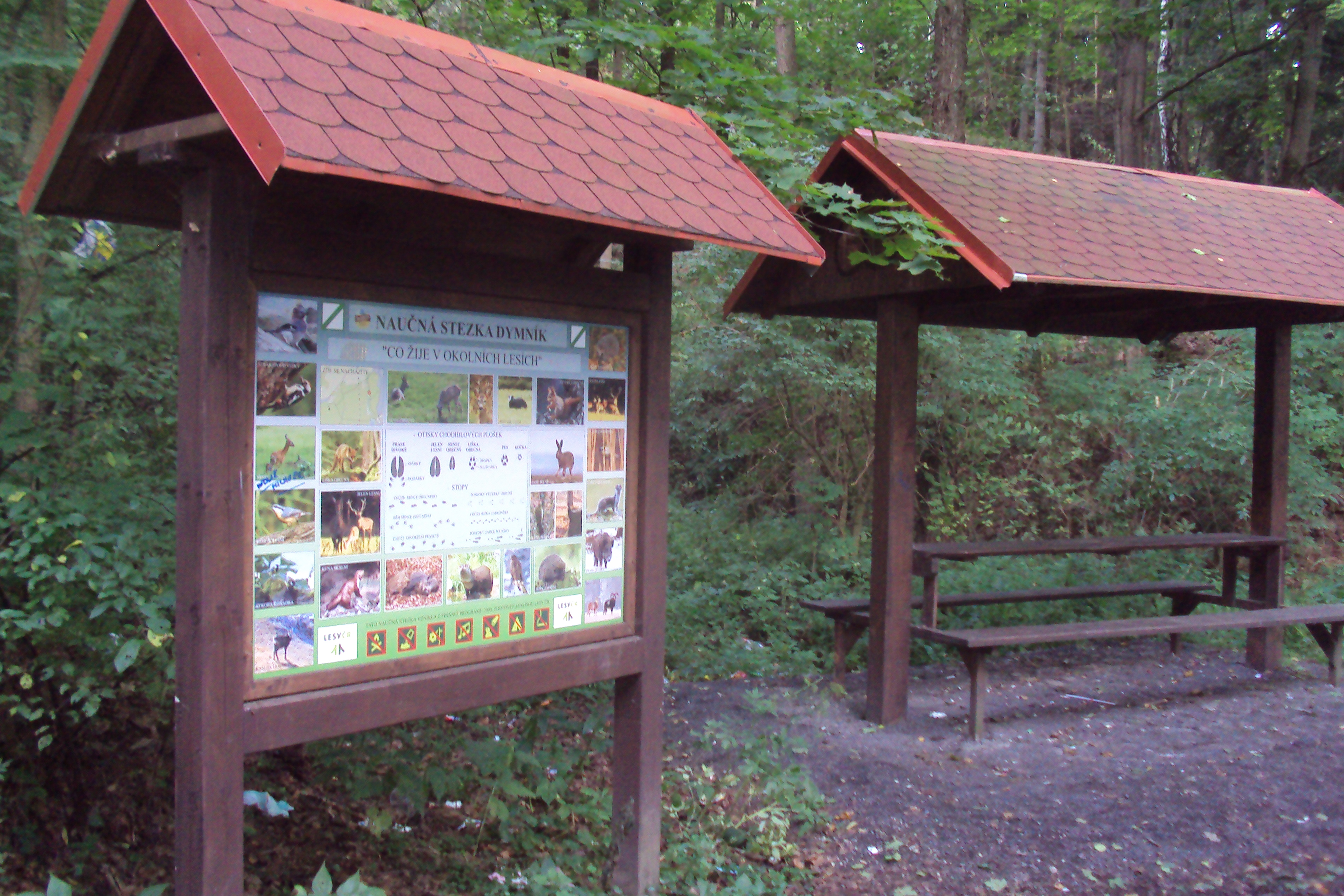
Jedno z mnoha zastavení na trase

Okružní trasa vede z Rumburka od areálu tamního koupaliště pozvolna vzhůru k 517 metrů vysokému kopci Dymník, k rozhledně na jeho vrcholu a rekreačnímu areálu na jeho úpatí. Je značena čtvercovým turistickým značením KČT a zčásti vedena souběžně po modře a žlutě vyznačených turistických trasách od Rumburka na jih k Vlčí Hoře či do Krásné Lípy. Stezka je mimo území CHKO.
Na trase je několik zastavení s informačními tabulemi o zdejší fauně a floře i pro turisty zajímavých cílů. U několika panelů jsou dřevěné lavičky.
Z rozhledny na Dymníku se nabízí turistům široký rozhled po Šluknovském výběžku na severu České republiky. 